# Điện Phước
Điện Phước is een xã in het district Điện Bàn, een van de districten in de Vietnamese provincie Quảng Nam.
Điện Phước ligt op de noordelijke oever van de Thu Bồn. In Điện Phước ligt ook de Spoorlijn Hanoi - Ho Chi Minhstad. Het enige spoorwegstation van huyện Điện Bàn ligt ook in Điện Phước. Dit is Station Nông Sơn. Điện Phước heeft ruim 12.500 inwoners op een oppervlakte van 11,23 km².